# Sonet 104 (William Szekspir)

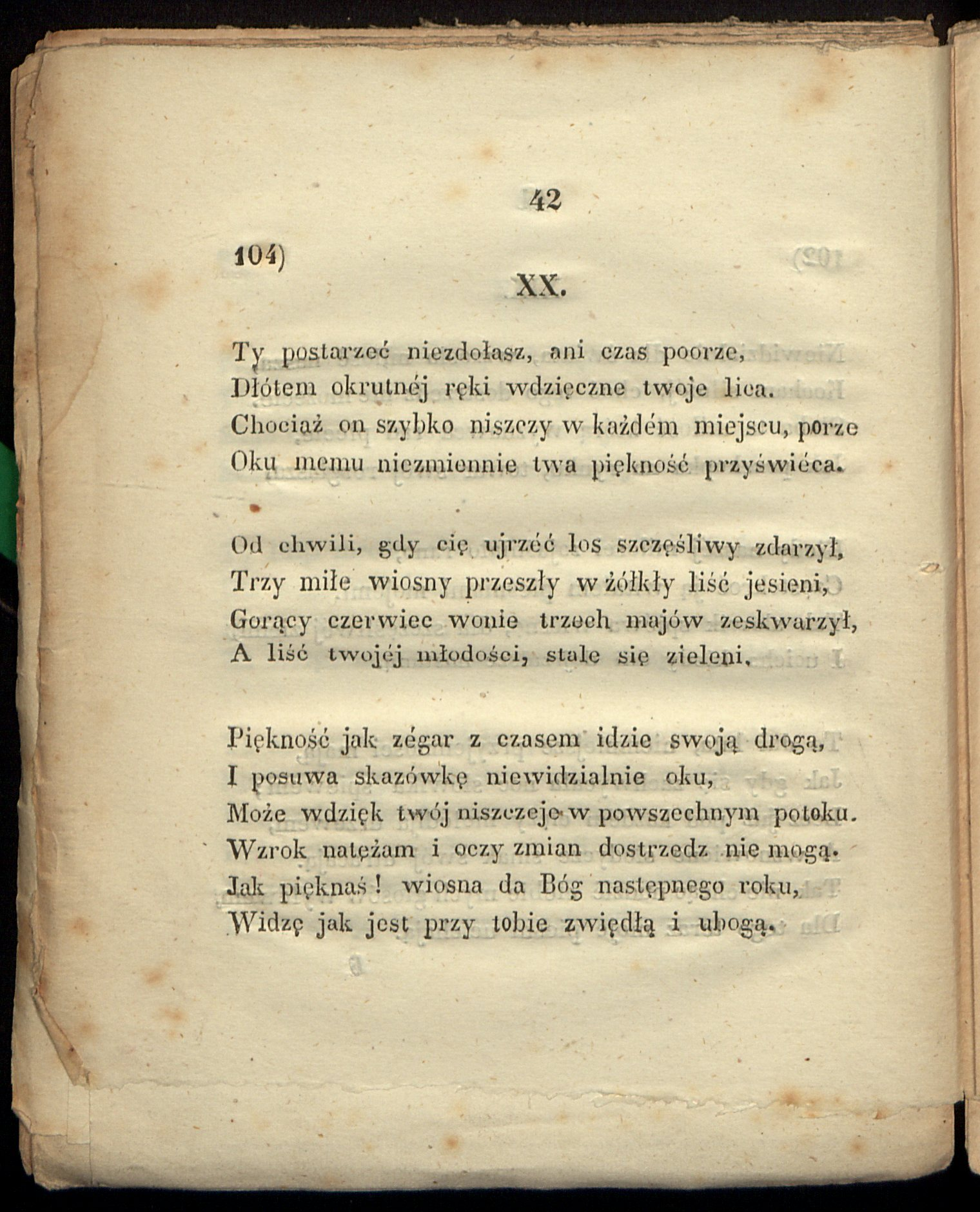
Pierwszy przekład sonetu 104 na język polski przez Konstantego Piotrowskiego z 1850 roku

To me, fair friend, you never can be old,

For as you were when first your eye I ey’d,

Such seems your beauty still. Three winters cold

Have from the forests shook three summers’ pride,

Three beauteous springs to yellow autumn turn’d

In process of the seasons have I seen,

Three April perfumes in three hot Junes burn’d,

Since first I saw you fresh, which yet are green.

Ah! yet doth beauty, like a dial-hand,

Steal from his figure and no pace perceiv’d;

So your sweet hue, which methinks still doth stand,

Hath motion, and mine eye may be deceiv’d:

For fear of which, hear this, thou age unbred;

Ere you were born was beauty’s summer dead.

Dla mnie, mój miły druhu, ciągleś młody,

Tak samo piękny, jak gdym twoje oczy

Ujrzał raz pierwszy. Trzech już zim zawody

Wygnały z lasów blask trzech lat uroczy.

Wraz z biegiem czasu, widziałem trzy wiosny,

Jak się zmieniały w żółtość trzech jesieni.

W żarach lipcowych spłonął maj radosny,

Ty, ongi świeży, wciąż pełny-ś zieleni.

A jednak piękność cicho naprzod sunie,

Jak ta wskazówka na zegarze. Zda się,

Że w niewzruszonej ciągle stoisz łunie,

Lecz ach! me oko myli się!... O czasie,

Co masz się zjawić, słuchaj: zanim w gości

Przyszedłeś do nas, umarł maj piękności.

Sonet 104 (TO me faire friend you never can be old) – jeden z cyklu 154 sonetów autorstwa Williama Szekspira. Po raz pierwszy został opublikowany w 1609 roku.
Sonety 104 i 107 są interpretowane jako mogące mieć bezpośredni związek z biografią Szekspira i zawierające informacje pozwalające na datowanie okresu ich powstania. 

## Treść
W sonecie tym podmiot liryczny, przez niektórych badaczy utożsamiany z autorem, opisuje trzyletni okres swojego związku. 
Okres trzech lat opisywany w sonecie może być rozumiany jako alegoria, przedstawiająca konwencjonalny okres rozkwitania miłości wprowadzony do poezji przez Horacego w Epodzie 11 (5,6) w opisie miłości do Io (łac. hic tertius December ex quo destiti Inachia furere, silvis honorem decutit. tłumaczenie Andrzeja Lama: Już oto trzeci grudzień, odkąd zaprzestałem szaleć za moją Inachią, jesienną szatę lasom strąca) i obecny w twórczości wielu poetów tego okresu (np. Pierre de Ronsard, Philippe Desportes oraz Samuel Daniel) lub jako rzeczywisty okres trwania związku, co na podstawie analizy stylu Szekspira pozwalałoby na datowanie powstania sonetu 104 na okres pomiędzy rokiem 1594 a 1596, a rozpoczęcie tworzenia całego cyklu na około 1592 roku. 

## Polskie przekłady
| 1850 |  | Ty postarzeć niezdołasz, ani czas poorze,             |  | Konstanty Piotrowski | [ 11 ] |
| 1913 |  | Nie będziesz nigdy, druhu, dla mnie starym:           |  | Maria Sułkowska      | [ 12 ] |
| 1922 |  | Dla mnie, mój miły druhu, ciągleś młody,              |  | Jan Kasprowicz       | [ 13 ] |
| 1948 |  | Dla mnie Ty, przyjacielu, jesteś wiecznie młody       |  | Władysław Tarnawski  | [ 14 ] |
| 1964 |  | Dla mnie, mój przyjacielu, zawsze będziesz młody      |  | Jerzy Sito           | [ 15 ] |
| 1968 |  | Nigdy nie zestarzejesz się w mych oczach, miły        |  | Marian Hemar         | [ 16 ] |
| 1979 |  | Starym nie wydasz mi się nigdy, miły,                 |  | Maciej Słomczyński   | [ 17 ] |
| 2011 |  | Dla mnie nie zestarzejesz się – nie, nigdy w świecie: |  | Stanisław Barańczak  | [ 6 ]  |
| 2015 |  | Dla mnie, mój miły, ty się nie starzejesz             |  | Ryszard Długołęcki   | [ 18 ] |